# گیتا کوماری
گیتا کوماری (انگلیسی: Geeta Phogat؛ زادهٔ ۱۵ دسامبر ۱۹۸۸) کشتی‌گیر آزاد اهل هند است. او اولین مدال طلای هند را در بازی‌های کشورهای مشترک‌المنافع در سال ۲۰۱۰ به دست آورد. همچنین اولین کشتی‌گیر زن هند است که برای بازی‌های المپیک تابستانی واجد شرایط شد.

## زندگی شخصی و خانواده

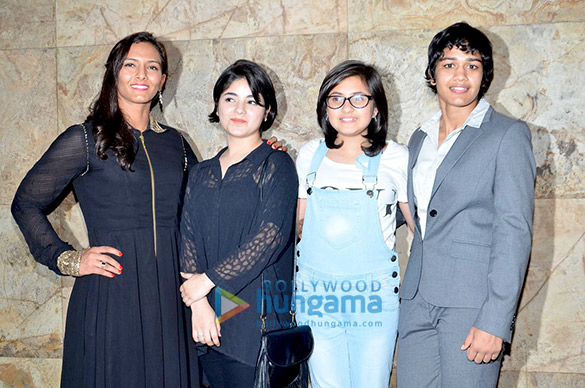
گیتا فوگات و بابیتا کوماری در اکران ویژه «دانگل»

او در روستای بالالی در منطقه هاریانا متولد شد. پدرش ماهاویر سینگ پوگات از کشتی گیران سابق، برنده جایزه دروناکاریا و همچنین مربی اوست.
او در ۲۰ نوامبر ۲۰۱۶ با پاوان کومار، کشتی‌گیر، ازدواج کرد.
خواهرش بابیتا کوماری در بازی‌های المپیک ۲۰۱۰ مدال برنز در مسابقات قهرمانی کشتی‌های جهانی سال ۲۰۱۲، مدال نقره را کسب کرد.
وینش پوگات دختر عموی او نیز در بازی‌های کشورهای مشترک‌المنافع در گلاسگو در رده ۴۸ کیلوگرم طلا به دست آورد.
گیتا همراه با خواهر و دختر عموی خود به تغییر در اندیشه و نگرش نسبت به دختران و زنان در روستای خود هریان کمک کرده است.
جوانترین خواهر او، ریتو پوگات، یک کشتی‌گیر بین‌المللی است و مدال طلای مسابقات قهرمانی جام ملت‌های ۲۰۱۶ را کسب کرده است. خواهر کوچکترش، سانگیتا پوگات نیز یک کشتی‌گیر است.

## حرفه
وی در مسابقات کشوری و بین‌المللی در مجموع برندهٔ ۴ مدال طلا، ۱ مدال نقره، ۳ مدال برنز شده است.

## سینما
فیلم دنگل بر اساس زندگی خانوادهٔ او ساخته شده است.